# Tazakend (kommunhuvudort)
Tazakend (azerbajdzjanska: Babək, Təzəkənd) är en kommunhuvudort i Azerbajdzjan.   Den ligger i distriktet Nachitjevan, i den sydvästra delen av landet, 400 km väster om huvudstaden Baku. Tazakend ligger 826 meter över havet och antalet invånare är 3 252.
Terrängen runt Tazakend är huvudsakligen platt, men söderut är den kuperad. Närmaste större samhälle är Nachitjevan, 6,6 km norr om Tazakend. 
Trakten runt Tazakend består till största delen av jordbruksmark. Runt Tazakend är det ganska glesbefolkat, med 48 invånare per kvadratkilometer.